# Heracleum moellendorffii
Heracleum moellendorffii là một loài thực vật có hoa trong họ Hoa tán. Loài này được Hance mô tả khoa học đầu tiên năm 1878.